# Steenhuis Bunderhee
Het Steenhuis Bunderhee, een van de oudste steenhuizen in de Duitse streek Reiderland, wordt beschouwd als het enige nog bestaande steenhuis van Oost-Friesland. De middeleeuwse kasteeltoren staat twee kilometer ten noordoosten van Bunde in de Landkreis Leer.
Volgens mondelinge overlevering zou het steenhuis dateren uit de Vikingtijd, wetenschappelijk onderzoek heeft aangetoond dat de toren uit de 14e eeuw stamt.

## Geschiedenis
Bunde telde rond 1400 meerdere hoofdelingenfamilies. Een ervan moet het steenhuis hebben bewoond. Het drie verdiepingen tellende gebouw van 15,2 m hoog werd niet alleen gebruikt ter verdediging, maar ook als woon- en opslagruimte. De dikte van de muren op de onderste verdieping varieert van 1,60 tot 0,90 meter en de vloer is ongeveer een meter dik. De muren op de tweede verdieping zijn rond 90 cm dik.
Volgens de Brokmerbrief, het 13e-eeuwse wetboek voor Oost-Friesland, was het in de tijd waarin het steenhuis gebouwd werd verboden stenen bouwwerken te plaatsen voor mensen met speciale privileges, zoals persoonlijk gebruik voor rijke families. Een boete is echter nooit opgelegd.
In 1735 kwam aan de westzijde van de toren een aanbouw in barokstijl gereed.

## Eigenaren
Het kasteel heeft een flink aantal eigenaren gehad. De oorspronkelijke bewoners in de 16e eeuw waren Smalle Crumminga († 1580) en Haike zu Deddeborg († na 1597). In de daaropvolgende eeuwen had het steenhuis tien verschillende bewoners. Onder hen was een zekere Johannes van Heteren, die de 18e-eeuwse uitbreiding liet bouwen. In 1976 werd het verkocht aan de Ostfriesische Landschaft te Aurich. Van 1978-2002 herbergde het een groeiende collectie, deels historische, orgels; ook werden er masterclasses en zomercursussen voor organisten gehouden. Deze activiteiten verhuisden, evenals de collectie orgels, in 2002 naar het Organeum te Weener.
De Ostfriesische Landschaft heeft het steenhuis rond 2016-2017 laten restaureren en renoveren. Het is gedeeltelijk in gebruik als museum met als thema de geschiedenis van Oost-Friesland en met name die van de hoofdelingen. Een naastgelegen boerderij werd gesloopt om een parkeerterrein te kunnen realiseren. Een ander gedeelte van het gebouw kan incidenteel bij een rondleiding worden bezichtigd.

## Verbinding
Door archeologische opgravingen in 1977, de vondst van resten van een stenen pad richting de kust en exploratieboringen in 1999 is aangetoond dat ten noorden van het stenen huis een waterverbinding tussen de gracht en de Dollard heeft bestaan.

## Afbeeldingen

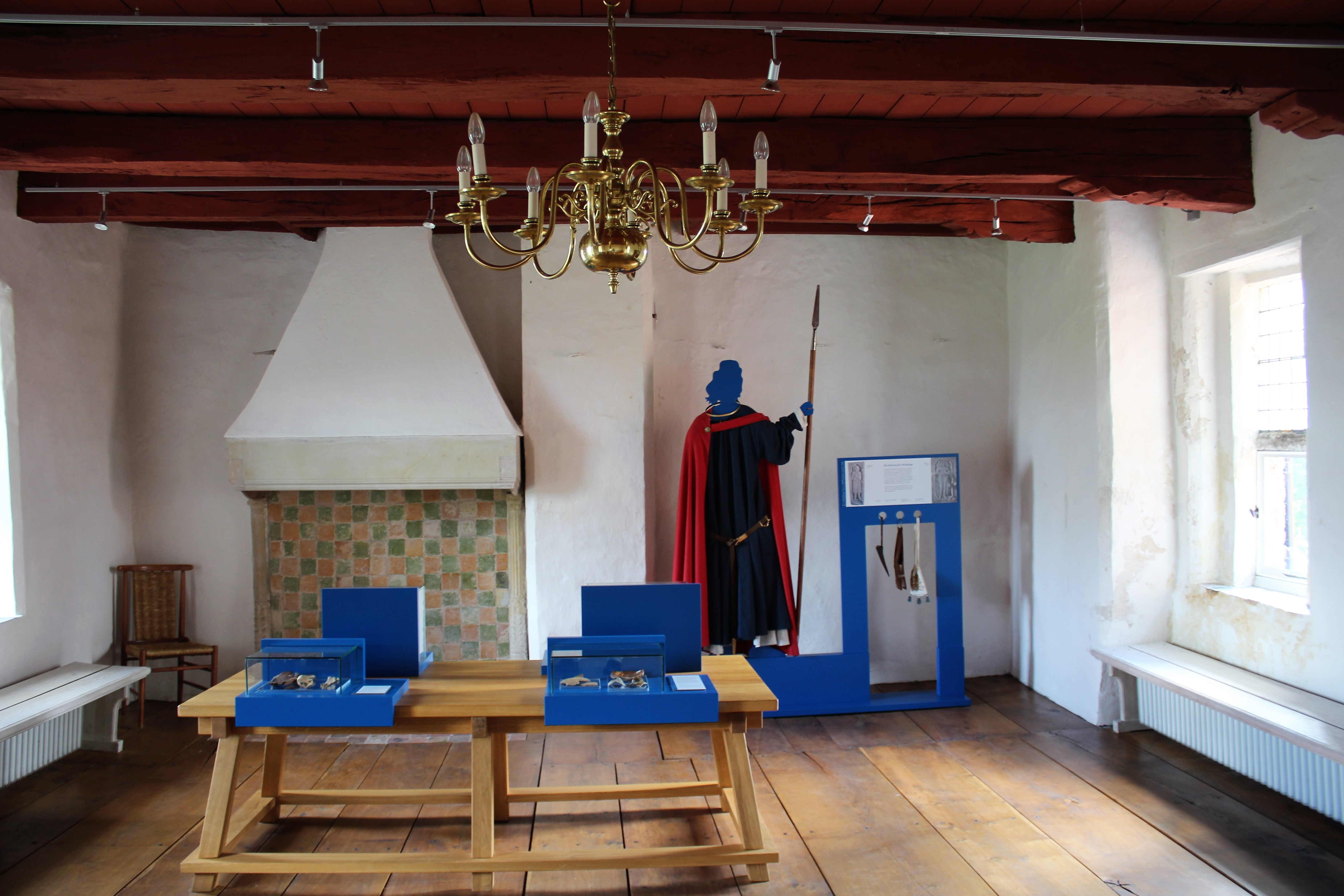
Een van de torenkamers in het steenhuis na de restauratie van 2017
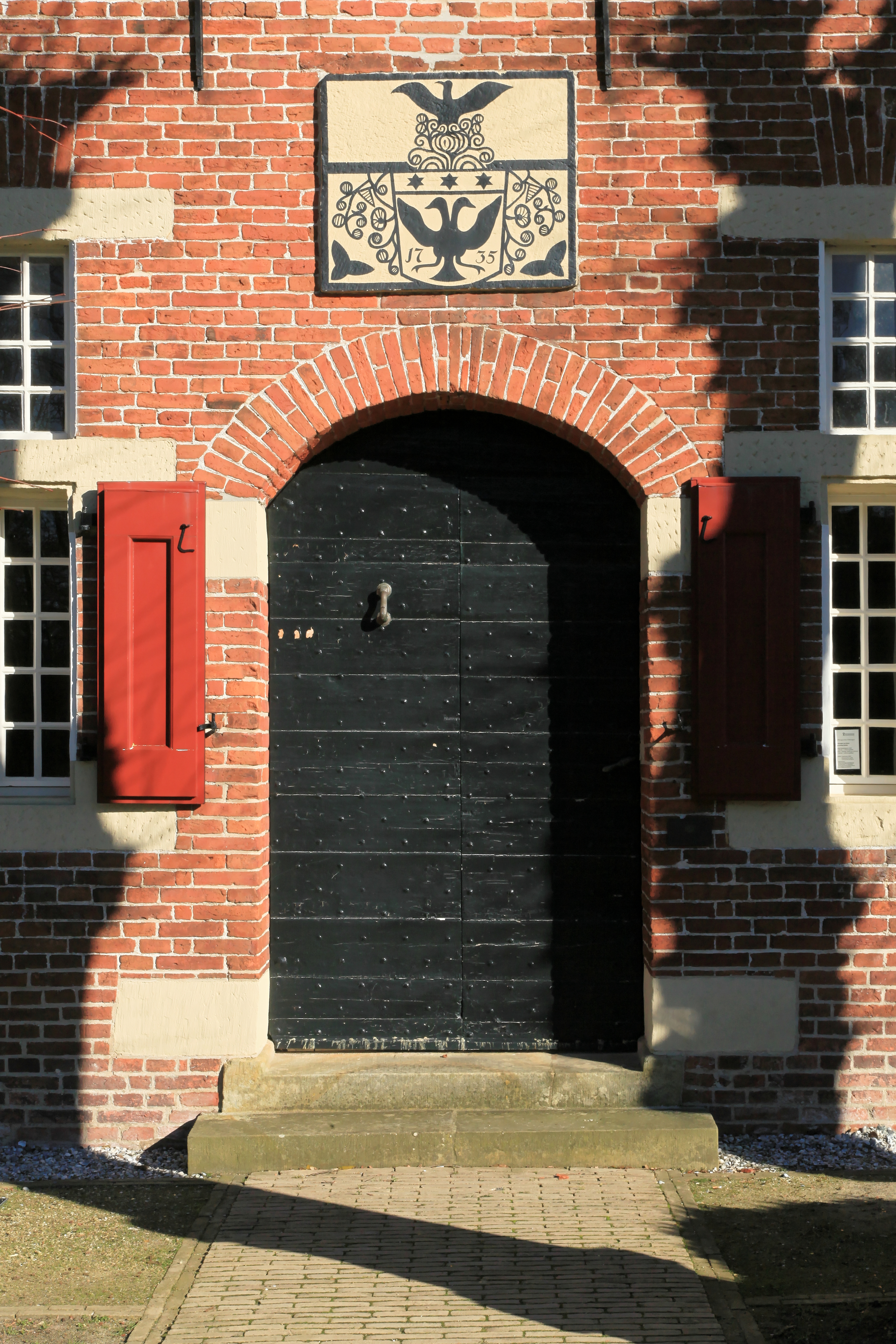
Ingang
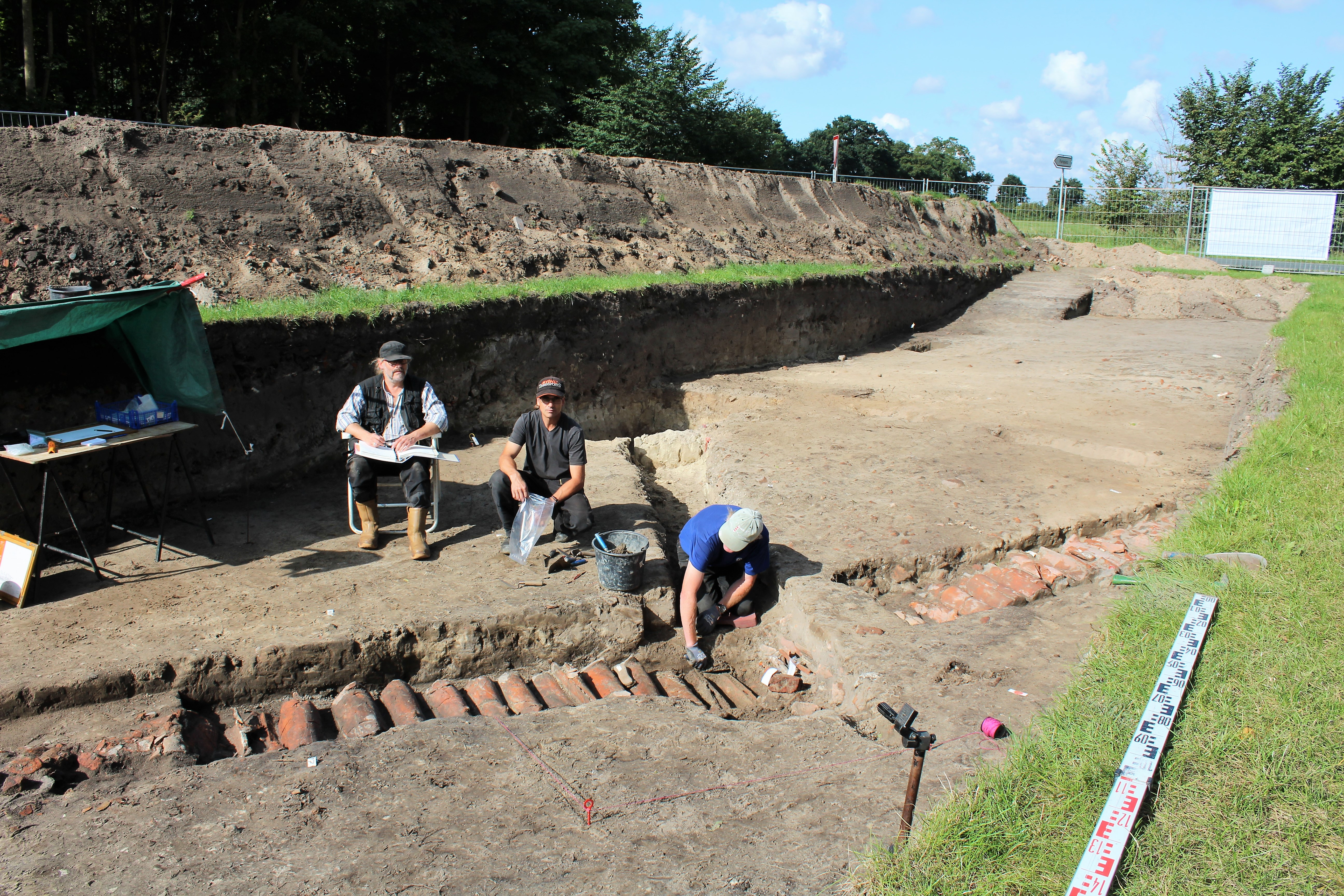
Opgraving pad in 2017